# Lekhgau (Udayapur)
Lekhgau (nep. लेखगाउ) – gaun wikas samiti we wschodniej części Nepalu w strefie Sagarmatha w dystrykcie Udayapur. Według nepalskiego spisu powszechnego z 2001 roku liczył on 450 gospodarstw domowych i 2493 mieszkańców (1296 kobiet i 1197 mężczyzn).